# Babinac (Kozarska Dubica)
Babinac (szerbül:  Бабинац), falu Bosznia-Hercegovinában, Bosanska krajina területén, Kozarska Dubica községben, a Szerb Köztársaságban. 

## Fekvése
Bosznia-Hercegovina északi részén, Banja Lukától légvonalban 65, közúton 86 km-re északnyugatra, községközpontjától légvonalban 14, közúton 16 km-re nyugatra, 104 – 200 méteres tengerszint feletti magasságban, az Una jobb partján, az Una és a Száva összefolyásától 25 km-re délnyugatra fekszik.

## Népessége
| Nemzetiségi csoport | Népesség 1991 | Népesség 2013 |
| ------------------- | ------------- | ------------- |
| Szerb               | 251           | 139           |
| Bosnyák             | 0             | 0             |
| Horvát              | 0             | 2             |
| Jugoszláv           | 3             | 0             |
| Egyéb               | 0             | 3             |
| Összesen            | 254           | 144           |

## Története
A település 1878-ig tartozott az Oszmán Birodalomhoz, ekkor a berlini kongresszus határozata alapján az Osztrák-Magyar Monarchia része lett. 1879-ben az első osztrák-magyar népszámlálás során a Kostajnicai járáshoz tartozó Slabinja község részeként a településnek a szomszédos Bačvanival együtt 46 háztartása és 297 ortodox szerb lakosa volt.1910-ben a Kostajnicai járásba tartozó Babinac-Bačvani községben Babinacon 45 háztartást, 318 ortodox szerb, 1 muszlim és 2 katolikus horvát lakost találtak. A monarchia szétesésével 1918-ben előbb a Szerb-Horvát-Szlovén Királyság, majd 1929-től a Jugoszláv Királyság része. 1921-ben Babinac-Bačvani községnek 84 háztartása és 566 lakosa volt. Jugoszlávia megszállása után a falu a Független Horvát Állam (NDH) része lett. 1945-től a település a szocialista Jugoszlávia része volt. A Bosznia-Hercegovinában zajló polgárháború idején a település a Boszniai Szerb Köztársaság része volt. 1995. szeptember 18-án és 19-én az Una '95 horvát hadművelet keretében Kozarska Dubica község területét megtámadta a Horvát Köztársaság hadserege. Ezt a támadást a Boszniai Szerb Köztársaság hadserege és a helyi lakosság visszaverte. A daytoni békeszerződést követő területfelosztásnál a település, Kozarska Dubica község részeként a Szerb Köztársaság területéhez került.